# Legat papal

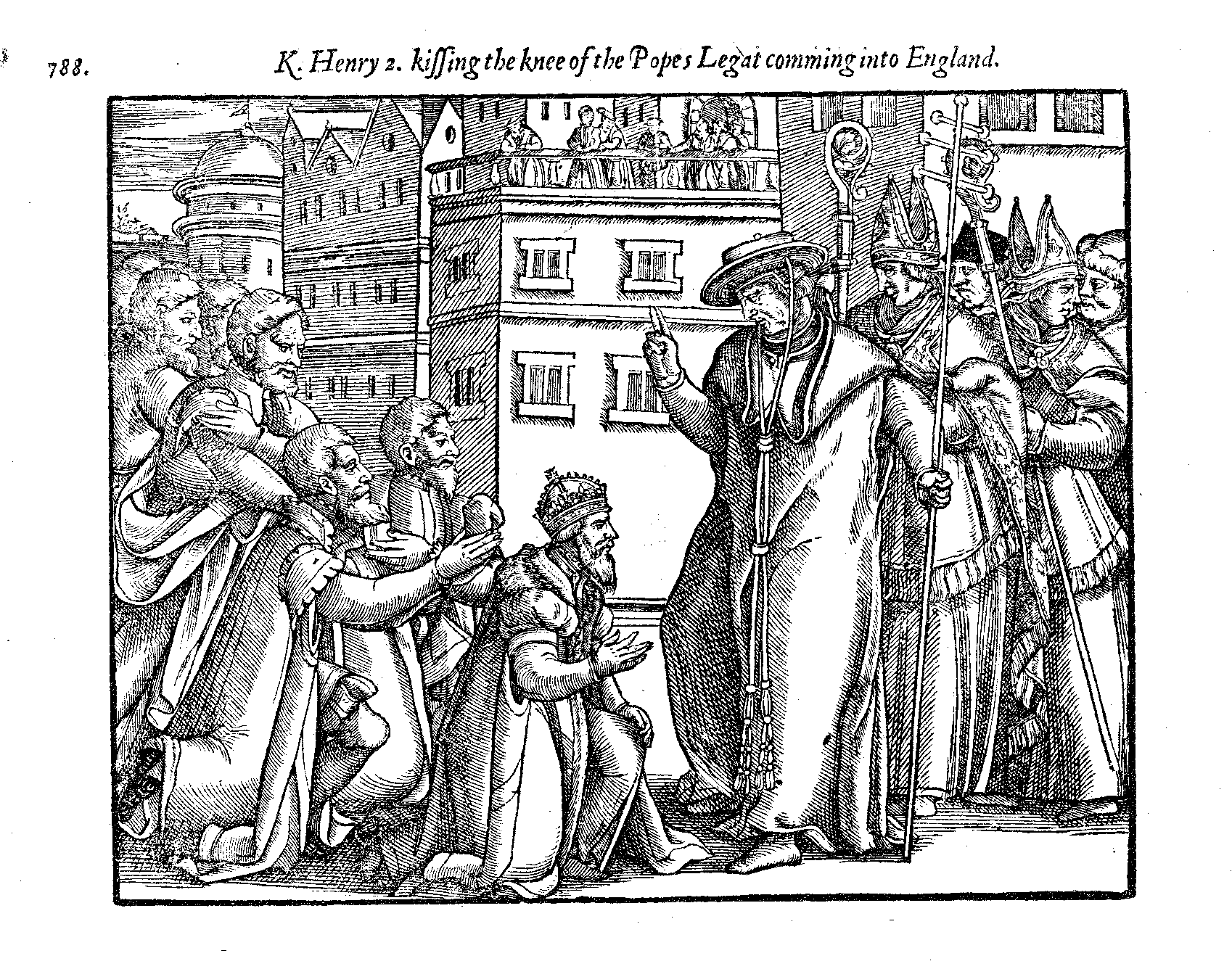
O gravură în lemn arătând-ul pe Henric al II-lea al Angliei, salutând legatul papei.

Legatul papal (de la termentul antic roman legatus) este un reprezentant personal al papei către națiunile străine ori o altă Biserică catolică, națională. El este împuternicit în problemele credinței catolice și pentru rezolvarea problemelor ecleziastice.
Legatul este numit direct de către papă (episcopul Romei, șeful Bisericii Catolice și (istoric) șeful statului papal). Prin urmare, un legat este de obicei trimis unui guvern, suveran sau unui număr mare de credincioși (cum ar fi o altă biserică) sau pentru a se ocupa cu un efort religios major, cum ar fi, istoric: un conciliu (ecumenic), o cruciadă spre Țara Sfântă, sau chiar împotriva unei ereziei, cum ar fi catarismul. Mai mult, printre consecințele contactului cu legații papali, societatea transilvăneană a fost familiarizată din secolele al XIII-lea și al XIV-lea cu instituția notariatului public. 